# Nati nel 1880
| Questa pagina contiene informazioni ricavate automaticamente dalle voci biografiche con l'ausilio del template Bio e di un bot. L'aggiornamento è periodico e automatico e ricostruisce completamente la pagina. Se manca una persona in questa lista, sei pregato di non aggiungerla, ma accertati piuttosto che la sua voce biografica contenga il template Bio e che i dati anagrafici siano correttamente compilati. Se il template Bio manca, inseriscilo tu stesso o, in alternativa, metti l'avviso {{tmp\|Bio}} che ne segnala la mancanza. Se i dati riportati sono sbagliati, correggi direttamente la voce biografica; le modifiche saranno visibili in questa lista entro pochi giorni. Per chiarimenti vedi il progetto biografie. La lista contiene solo le 1.046 persone che sono citate nell'enciclopedia e per le quali è stato implementato correttamente il template Bio. Pagina aggiornata al 18 ago 2025. |

## Gennaio(99)
- 1º gennaio - Mostafa Saadeq Al-Rafe'ie, poeta egiziano († 1937)
- 1º gennaio - Catherine Carr, sceneggiatrice statunitense († 1941)
- 1º gennaio - Albert Johnson, martellista e pesista statunitense († 1963)
- 1º gennaio - Elmer McCurdy, criminale statunitense († 1911)
- 1º gennaio - Umberto Meazza, calciatore, allenatore di calcio e arbitro di calcio italiano († 1926)
- 1º gennaio - Ludwig Opel, imprenditore e giurista tedesco († 1916)
- 1º gennaio - Hajime Sugiyama, generale giapponese († 1945)
- 1º gennaio - Ernest Townsend, artista inglese († 1944)
- 2 gennaio - Louis Charles Breguet, aviatore francese († 1955)
- 3 gennaio - Mohammed Alim Khan, sovrano uzbeko († 1944)
- 3 gennaio - Adelina Magnetti, attrice italiana († 1963)
- 3 gennaio - Sebastiano Nicastro, archivista italiano († 1923)
- 4 gennaio - Antonín Eltschkner, vescovo cattolico e esperantista ceco († 1961)
- 4 gennaio - Leonello Grossi, farmacista, politico e antifascista italiano († 1934)
- 4 gennaio - Mike Merlo, politico e mafioso italiano († 1924)
- 4 gennaio - Virgilio Nasi, avvocato e politico italiano († 1964)
- 4 gennaio - Henri Peslier, pallanuotista e nuotatore francese († 1912)
- 4 gennaio - Corrado Venini, militare italiano († 1916)
- 5 gennaio - Nikolaj Karlovič Metner, compositore e pianista russo († 1951)
- 6 gennaio - Tom Mix, attore cinematografico e regista statunitense († 1940)
- 7 gennaio - Leone Azzali, politico italiano († 1963)
- 7 gennaio - Santiago Luis Copello, cardinale argentino († 1967)
- 7 gennaio - Jerome Steever, pallanuotista statunitense († 1957)
- 8 gennaio - Christian Busch, ginnasta e multiplista tedesco († 1977)
- 8 gennaio - Hrand Nazariantz, scrittore, poeta e giornalista armeno († 1962)
- 9 gennaio - George Dietz, canottiere statunitense († 1965)
- 9 gennaio - Felice Giordano, pittore italiano († 1964)
- 9 gennaio - Augustin Renaudet, storico francese († 1958)
- 10 gennaio - Manuel Azaña Díaz, politico spagnolo († 1940)
- 10 gennaio - Paolo Giobbe, cardinale e arcivescovo cattolico italiano († 1972)
- 10 gennaio - Frans Van Cauwelaert, politico e avvocato belga († 1961)
- 10 gennaio - Grock, circense svizzero († 1959)
- 11 gennaio - Enrico Adami Rossi, generale italiano († 1963)
- 11 gennaio - Donato Donati, giurista italiano († 1946)
- 11 gennaio - Walther Flender, alpinista e scrittore tedesco († 1902)
- 12 gennaio - Fahrettin Altay, generale e politico turco († 1974)
- 12 gennaio - Luigi Beltrame Quattrocchi, beato italiano († 1951)
- 12 gennaio - Alfonsina Pieri, attrice italiana († 1959)
- 12 gennaio - Frank Percy Smith, naturalista, regista e fotografo inglese († 1945)
- 12 gennaio - Daniele Varè, diplomatico e scrittore italiano († 1956)
- 12 gennaio - Xhaferr Ypi, politico albanese († 1940)
- 13 gennaio - Herbert Brenon, regista, sceneggiatore e attore irlandese († 1958)
- 13 gennaio - Harry Lott, canottiere statunitense († 1949)
- 13 gennaio - Umberto Pugliese, generale italiano († 1961)
- 13 gennaio - Sajjan Singh di Ratlam, principe e militare indiano († 1947)
- 13 gennaio - Ruby Pickens Tartt, antropologa e scrittrice statunitense († 1974)
- 14 gennaio - Pierre-Marie Gerlier, cardinale e arcivescovo cattolico francese († 1965)
- 14 gennaio - Reginald Claypoole Vanderbilt, statunitense († 1925)
- 15 gennaio - Rita Sacchetto, ballerina e attrice tedesca († 1959)
- 16 gennaio - Amy Bernardy, giornalista e storica italiana († 1959)
- 16 gennaio - Timothy Joseph Crowley, vescovo cattolico irlandese († 1945)
- 16 gennaio - Samuel Jones, altista, triplista e tiratore di fune statunitense († 1954)
- 16 gennaio - Percy Noble, ammiraglio britannico († 1955)
- 17 gennaio - Bernardo Attolico, diplomatico e nobile italiano († 1942)
- 17 gennaio - Mack Sennett, attore, sceneggiatore e regista canadese († 1960)
- 18 gennaio - Paul Ehrenfest, fisico e matematico austriaco († 1933)
- 18 gennaio - Pietro Gaudenzi, pittore italiano († 1955)
- 18 gennaio - Alfredo Ildefonso Schuster, cardinale, arcivescovo cattolico e abate italiano († 1954)
- 19 gennaio - William Bertram, attore, regista e sceneggiatore canadese († 1933)
- 19 gennaio - Adrien Faidide, velocista francese († 1907)
- 19 gennaio - Julius Perlis, scacchista polacco († 1913)
- 19 gennaio - Fritz Schade, attore statunitense († 1926)
- 20 gennaio - Karl Billeter, calciatore svizzero († 1930)
- 20 gennaio - Armando Cougnet, giornalista italiano († 1959)
- 20 gennaio - Domenico Guerri, critico letterario italiano († 1934)
- 20 gennaio - Giuseppe Santelli, pittore italiano († 1956)
- 20 gennaio - Max Schöne, nuotatore tedesco († 1961)
- 20 gennaio - Ilse Twardowski-Conrat, scultrice austriaca († 1942)
- 21 gennaio - George Van Biesbroeck, astronomo belga († 1974)
- 21 gennaio - Emilio Canevari, sindacalista e politico italiano († 1964)
- 21 gennaio - Eva Kühn, scrittrice, saggista e traduttrice russa († 1961)
- 22 gennaio - Harry Culver, imprenditore statunitense († 1946)
- 22 gennaio - Frigyes Riesz, matematico ungherese († 1956)
- 22 gennaio - Frederick Moore Vinson, politico e giurista statunitense († 1953)
- 23 gennaio - Richard Livingstone, pedagogista britannico († 1960)
- 23 gennaio - Giacinto Molteni, attore italiano († 1948)
- 24 gennaio - Alfred Merz, oceanografo e esploratore austriaco († 1925)
- 24 gennaio - Jutta di Meclemburgo-Strelitz, nobile tedesca († 1946)
- 25 gennaio - Arthur Cecil Alport, medico sudafricano († 1959)
- 25 gennaio - Hugo Betting, rugbista a 15 tedesco († 1930)
- 25 gennaio - Gustavo Botta, traduttore, poeta e critico letterario italiano († 1948)
- 25 gennaio - Gabrielle Dorziat, attrice francese († 1979)
- 25 gennaio - Ferdinando Neri, francesista e storico della filosofia italiano († 1954)
- 25 gennaio - Tan Yankai, politico e militare cinese († 1930)
- 26 gennaio - Sylvia Ashton, attrice statunitense († 1940)
- 26 gennaio - Gunnar Helsengreen, attore, regista e sceneggiatore danese († 1939)
- 26 gennaio - Douglas MacArthur, generale statunitense († 1964)
- 26 gennaio - William Gray Purcell, architetto statunitense († 1965)
- 26 gennaio - Willy de Vos, calciatore olandese († 1957)
- 27 gennaio - Nello Carotenuto, attore italiano († 1946)
- 27 gennaio - Arturo Di Donato, pittore italiano († 1932)
- 27 gennaio - Arthur Warncke, canottiere tedesco († 1914)
- 28 gennaio - Mary Boland, attrice statunitense († 1965)
- 29 gennaio - George Barnes, attore statunitense († 1951)
- 29 gennaio - Tullio Camillotti, sollevatore italiano († 1958)
- 29 gennaio - W. C. Fields, comico e attore statunitense († 1946)
- 29 gennaio - Philibert Jacques Melotte, astronomo britannico († 1961)
- 30 gennaio - Harold Bolingbroke Mudie, esperantista britannico († 1916)
- 31 gennaio - Anthony Williamsen, pistard statunitense († 1956)

## Febbraio(89)
- 1º febbraio - Juan Giuria, architetto e storico dell'architettura uruguaiano († 1957)
- 1º febbraio - Antonio Guarnieri, direttore d'orchestra, compositore e violoncellista italiano († 1952)
- 1º febbraio - Francesco Balilla Pratella, compositore e musicologo italiano († 1955)
- 2 febbraio - Alastair Ivan Ladislaus Lucidus Evans, schermidore statunitense († 1904)
- 2 febbraio - Louis Halphen, storico francese († 1950)
- 2 febbraio - Fred Lane, nuotatore australiano († 1969)
- 3 febbraio - Johannes Aerts, missionario e vescovo cattolico olandese († 1942)
- 3 febbraio - Lars Vegard, fisico e politico norvegese († 1963)
- 3 febbraio - Maria Monaci Gallenga, stilista e designer italiana († 1944)
- 4 febbraio - Giuseppe Carlo Catalano, prefetto e politico italiano († 1971)
- 4 febbraio - Antonino Lo Surdo, fisico italiano († 1949)
- 4 febbraio - Paul Lotsij, canottiere olandese († 1910)
- 4 febbraio - Filippo Sibirani, matematico italiano († 1957)
- 4 febbraio - Angelo Cesare Vigiani, vescovo cattolico e missionario italiano († 1961)
- 5 febbraio - Ivo Tartaglia, politico, avvocato e giornalista jugoslavo († 1949)
- 5 febbraio - Ernesto Verdun, calciatore italiano
- 5 febbraio - Gabriel Voisin, pioniere dell'aviazione francese († 1973)
- 7 febbraio - Ageo Arcangeli, giurista italiano († 1935)
- 7 febbraio - Alf Blütecher, attore norvegese († 1959)
- 7 febbraio - William Clayton, imprenditore e funzionario statunitense († 1966)
- 7 febbraio - Edward Dobbie, calciatore e arbitro di calcio inglese
- 7 febbraio - Aurelio Mistruzzi, scultore e medaglista italiano († 1960)
- 8 febbraio - Joe Bache, calciatore inglese († 1960)
- 8 febbraio - Maliq Bushati, politico albanese († 1946)
- 8 febbraio - Arthur Greenwood, politico inglese († 1954)
- 8 febbraio - Franz Marc, pittore tedesco († 1916)
- 9 febbraio - Lipót Fejér, matematico ungherese († 1959)
- 9 febbraio - Howard C. Hickman, attore e regista statunitense († 1949)
- 9 febbraio - James Stephens, scrittore, giornalista e poeta irlandese († 1950)
- 10 febbraio - Gaetano Cosentino, magistrato e politico italiano († 1952)
- 11 febbraio - Ioan Bălan, vescovo cattolico rumeno († 1959)
- 11 febbraio - Giovanni Poggi, storico e museologo italiano († 1961)
- 11 febbraio - Sardar Singh, indiano († 1911)
- 12 febbraio - Arturo Bocchini, prefetto e politico italiano († 1940)
- 12 febbraio - Vincent Victor Dereere, vescovo cattolico belga († 1973)
- 12 febbraio - Francesco Egidi, filologo italiano († 1969)
- 12 febbraio - Eugen Fürstenberger, ginnasta tedesco († 1975)
- 12 febbraio - Giorgio Preca, presbitero maltese († 1962)
- 12 febbraio - Ezio Granelli, imprenditore italiano († 1957)
- 13 febbraio - Louis Barillet, artista francese († 1948)
- 13 febbraio - Dimitrie Gusti, sociologo, etnologo e storico romeno († 1955)
- 13 febbraio - Lucio Tasca, imprenditore e politico italiano († 1957)
- 14 febbraio - Maria Labia, soprano italiano († 1953)
- 14 febbraio - Romolo Onor, agronomo italiano († 1918)
- 14 febbraio - Wilhelm Wassmuss, diplomatico e agente segreto tedesco († 1931)
- 15 febbraio - Joseph Hergesheimer, scrittore statunitense († 1954)
- 15 febbraio - Robert Montgomerie, schermidore britannico († 1939)
- 16 febbraio - Egon Brecher, attore ceco († 1946)
- 16 febbraio - Clemente Gatti, presbitero e religioso italiano († 1952)
- 16 febbraio - Yasui Kono, biologa, biochimica e botanica giapponese († 1971)
- 16 febbraio - Nikolaj Il'ič Podvojskij, politico sovietico († 1948)
- 16 febbraio - Léonce Quentin, arciere francese († 1957)
- 17 febbraio - Tellos Agras, militare e patriota greco († 1907)
- 17 febbraio - Giovanni Díaz Nosti, presbitero spagnolo († 1936)
- 17 febbraio - Theodore Gross, ginnasta e multiplista statunitense († 1951)
- 17 febbraio - Ernest Linton, calciatore canadese († 1957)
- 18 febbraio - Salomão Barbosa Ferraz, vescovo cattolico brasiliano († 1969)
- 18 febbraio - Webster Cullison, regista statunitense († 1938)
- 18 febbraio - Ermenegildo Paccagnella, organista, compositore e musicologo italiano († 1975)
- 19 febbraio - Álvaro Santos Cejudo, beato spagnolo († 1936)
- 19 febbraio - Álvaro Obregón, politico e generale messicano († 1928)
- 20 febbraio - Jacques d'Adelswärd-Fersen, nobile, scrittore e poeta francese († 1923)
- 20 febbraio - Otto Christman, calciatore canadese († 1963)
- 21 febbraio - Waldemar Bonsels, scrittore tedesco († 1952)
- 21 febbraio - Giovanni Modugno, pedagogista italiano († 1957)
- 22 febbraio - Elvira Bonecchi, attrice italiana
- 22 febbraio - John Daly, siepista, mezzofondista e maratoneta britannico († 1969)
- 22 febbraio - Eric Lemming, giavellottista svedese († 1930)
- 22 febbraio - Herman Nyberg, velista svedese († 1968)
- 23 febbraio - Roberto Forges Davanzati, politico e giornalista italiano († 1936)
- 23 febbraio - Remo Gambelli, generale italiano († 1976)
- 24 febbraio - Einar Arnórsson, politico islandese († 1955)
- 24 febbraio - Ugo Gigliarelli Fiumi, generale italiano († 1944)
- 24 febbraio - Samuel Hoare, politico britannico († 1959)
- 24 febbraio - J.P. McGowan, regista, attore e sceneggiatore australiano († 1952)
- 24 febbraio - Joseph Spencer, nuotatore statunitense († 1963)
- 25 febbraio - Sherman Bainbridge, attore statunitense († 1950)
- 26 febbraio - Luigi Calderini, pittore e scultore italiano († 1973)
- 26 febbraio - Mario Caracciolo di Feroleto, generale italiano († 1954)
- 26 febbraio - Kenneth Edgeworth, astronomo e economista irlandese († 1972)
- 26 febbraio - Pasquale La Rotella, compositore italiano († 1963)
- 26 febbraio - Lionel Logue, scienziato australiano († 1953)
- 26 febbraio - Gyula Strausz, discobolo, giavellottista e lunghista ungherese († 1949)
- 27 febbraio - Mary Alice Blair, medico neozelandese († 1962)
- 28 febbraio - Hale Hamilton, attore statunitense († 1976)
- 28 febbraio - Giovanni Quaini, presbitero e antifascista italiano († 1951)
- 28 febbraio - Martiros Sergeevič Sar'jan, pittore sovietico († 1972)
- 28 febbraio - Earle Williams, attore statunitense († 1927)
- 29 febbraio - Filadelfo Insolera, matematico e statistico italiano († 1955)

## Marzo(86)
- 1º marzo - Gustave Fahy, ginnasta francese († 1967)
- 1º marzo - Florence Natol, attrice canadese
- 1º marzo - Vittorio Putti, medico e chirurgo italiano († 1940)
- 1º marzo - Lytton Strachey, scrittore, critico letterario e saggista britannico († 1932)
- 1º marzo - Arthur Wear, tennista statunitense († 1918)
- 2 marzo - Ivar Kreuger, imprenditore e ingegnere svedese († 1932)
- 2 marzo - Alfred J. Lotka, matematico e statistico statunitense († 1949)
- 2 marzo - Mitsumasa Yonai, ammiraglio e politico giapponese († 1948)
- 3 marzo - Florence Auer, attrice e sceneggiatrice statunitense († 1962)
- 3 marzo - Hamengkubuwono VIII, sovrano indonesiano († 1939)
- 3 marzo - Miltiades Manno, calciatore, canottiere e scultore ungherese († 1935)
- 3 marzo - Norina Matchabelli, attrice italiana († 1957)
- 3 marzo - Yōsuke Matsuoka, politico giapponese († 1946)
- 3 marzo - Romolo Putelli, presbitero, storico e bibliotecario italiano († 1939)
- 3 marzo - Alain Campbell White, compositore di scacchi, mecenate e botanico statunitense († 1951)
- 4 marzo - Riccardo Barilla, imprenditore italiano († 1947)
- 4 marzo - Lawson Butt, attore e regista britannico († 1956)
- 4 marzo - Channing Pollock, commediografo, sceneggiatore e compositore statunitense († 1946)
- 5 marzo - Sergej Natanovič Bernštejn, matematico e statistico sovietico († 1968)
- 6 marzo - Jameson Adams, esploratore, meteorologo e militare britannico († 1962)
- 6 marzo - Mercedes Prat, religiosa spagnola († 1936)
- 8 marzo - Guido Chigi-Saracini, mecenate e compositore italiano († 1965)
- 8 marzo - Gaetano Fichera, patologo e dirigente sportivo italiano († 1935)
- 8 marzo - Angelo Meloni, fantino italiano († 1945)
- 8 marzo - H. G. Peter, fumettista statunitense († 1958)
- 9 marzo - Terry McGovern, pugile statunitense († 1918)
- 9 marzo - Terenzio Tocci, politico albanese († 1945)
- 10 marzo - George Abbott, militare e esploratore britannico († 1923)
- 10 marzo - Agostino Guerresi, prefetto e politico italiano († 1961)
- 10 marzo - Vladislav Petković Dis, poeta serbo († 1917)
- 12 marzo - Antoon Dorregeest, sollevatore olandese († 1946)
- 12 marzo - Victor Fontoynont, presbitero, grecista e teologo francese († 1958)
- 12 marzo - Nikolaos Georgantas, discobolo, pesista e tiratore di fune greco († 1958)
- 12 marzo - Rodolfo Grandi, avvocato e politico italiano († 1954)
- 12 marzo - Henric Horn af Åminne, cavaliere svedese († 1947)
- 12 marzo - House Peters, attore inglese († 1967)
- 13 marzo - Otto Meißner, politico tedesco († 1953)
- 13 marzo - Giuseppe Zelioli, compositore italiano († 1949)
- 14 marzo - Oddo Bernacchia, vescovo cattolico italiano († 1964)
- 14 marzo - Thyra di Danimarca, principessa danese († 1945)
- 14 marzo - Sammy Mellor, maratoneta statunitense († 1948)
- 14 marzo - Léonce Perret, attore, regista e produttore cinematografico francese († 1935)
- 15 marzo - Ben Adams, altista e lunghista statunitense († 1961)
- 15 marzo - Montagu Love, attore britannico († 1943)
- 15 marzo - José da Costa Nunes, cardinale e patriarca cattolico portoghese († 1976)
- 16 marzo - Paul Castanet, mezzofondista francese († 1967)
- 16 marzo - Carlo Favale, dirigente sportivo italiano († 1932)
- 16 marzo - Pietro Paolo Fusco, poeta e medico italiano († 1918)
- 16 marzo - Ugo Nebbia, pittore, critico d'arte e restauratore italiano († 1965)
- 17 marzo - Lawrence Oates, ufficiale e esploratore britannico († 1912)
- 17 marzo - Zoltán Speidl, mezzofondista, ostacolista e velocista ungherese († 1917)
- 18 marzo - Walter Hohmann, ingegnere tedesco († 1945)
- 18 marzo - Venanzio Zolla, pittore italiano († 1961)
- 19 marzo - Antonio Ballesteros Beretta, storico spagnolo († 1949)
- 20 marzo - Maurice Goguel, teologo e storico delle religioni francese († 1955)
- 21 marzo - Gilbert M. Anderson, attore, sceneggiatore e regista statunitense († 1971)
- 21 marzo - Hans Hofmann, pittore tedesco († 1966)
- 21 marzo - Egisto Olivieri, attore italiano († 1962)
- 22 marzo - Giulio Caprin, giornalista, saggista e poeta italiano († 1958)
- 22 marzo - Kent Cooper, giornalista statunitense († 1965)
- 22 marzo - Kuniaki Koiso, politico e generale giapponese († 1950)
- 22 marzo - Eugenio Leoni, presbitero italiano († 1943)
- 22 marzo - Ernie Quigley, arbitro di pallacanestro, arbitro di football americano e arbitro di baseball canadese († 1960)
- 22 marzo - George Valentin Bibescu, nobile e aviatore romeno († 1941)
- 23 marzo - Cornelio Geranzani, pittore italiano († 1955)
- 24 marzo - Tom Iredale, zoologo inglese († 1972)
- 24 marzo - Mattia Limoncelli, avvocato, poeta e politico italiano
- 24 marzo - Hans von Wartenberg, chimico tedesco († 1960)
- 25 marzo - Mid'hat Frashëri, scrittore e politico albanese († 1949)
- 26 marzo - Dixon Boardman, velocista statunitense († 1954)
- 26 marzo - Georges Mys, canottiere belga († 1952)
- 27 marzo - Eugenio Baroni, scultore italiano († 1935)
- 27 marzo - Ruth Hanna McCormick, politica, attivista e editrice statunitense († 1944)
- 27 marzo - Berthold Tandler, sollevatore austriaco
- 28 marzo - Virginia Angiola Borrino, medico e pediatra italiana († 1965)
- 28 marzo - Fritz Klatte, chimico tedesco († 1934)
- 28 marzo - Louis Wolheim, attore, sceneggiatore e regista statunitense († 1931)
- 29 marzo - Walter Guinness, I barone Moyne, politico britannico († 1944)
- 29 marzo - Rosina Lhévinne, pianista russa († 1976)
- 29 marzo - Harold Spencer Jones, astronomo inglese († 1960)
- 30 marzo - Seán O'Casey, scrittore irlandese († 1964)
- 30 marzo - Walter Short, generale statunitense († 1949)
- 30 marzo - Roman Sitko, presbitero polacco († 1942)
- 30 marzo - Harcourt Williams, attore e regista inglese († 1957)
- 31 marzo - Paul Gleeson, tennista statunitense († 1956)
- 31 marzo - Muriel Wheldale Onslow, chimica, biochimica e genetista britannica († 1932)

## Aprile(71)
- 1º aprile - Bruto Mancini, funzionario, magistrato e politico italiano († 1960)
- 2 aprile - Giorgio di Baviera, presbitero tedesco († 1943)
- 3 aprile - Jorge Gibson Brown, calciatore argentino († 1936)
- 3 aprile - Walter Tysall, ginnasta britannico († 1955)
- 3 aprile - Otto Weininger, filosofo austriaco († 1903)
- 4 aprile - Furio Franceschini, compositore, direttore d'orchestra e organista italiano († 1976)
- 4 aprile - Georg Ludwig von Trapp, ufficiale austro-ungarico († 1947)
- 5 aprile - Eric Carlberg, tiratore a segno, schermidore e pentatleta svedese († 1963)
- 5 aprile - Vilhelm Carlberg, tiratore a segno svedese († 1970)
- 5 aprile - Münire Sultan, principessa ottomana († 1939)
- 6 aprile - Guido Pasolini dall'Onda, nobile, imprenditore e politico italiano († 1963)
- 7 aprile - Erik Bergvall, pallanuotista, dirigente sportivo e giornalista svedese († 1950)
- 7 aprile - Oleksandr Kostjantynovyč Bohomazov, pittore ucraino († 1930)
- 7 aprile - Fritz Grünbaum, attore, sceneggiatore e musicista austriaco († 1941)
- 7 aprile - Evgenij Evgen'evič Sluckij, economista e statistico russo († 1948)
- 7 aprile - Hermann Wiggers, calciatore tedesco († 1966)
- 8 aprile - Margherita Sarfatti, critica d'arte italiana († 1961)
- 9 aprile - Maria Jotuni, scrittrice e drammaturga finlandese († 1943)
- 9 aprile - Jan Letzel, architetto ceco († 1925)
- 9 aprile - Rémy Orban, canottiere belga († 1951)
- 10 aprile - Frances Perkins, politica statunitense († 1965)
- 10 aprile - Maurice Salomez, mezzofondista francese († 1916)
- 10 aprile - Montague Summers, scrittore britannico († 1948)
- 11 aprile - Karl von Frenckell, banchiere, ingegnere e esperantista finlandese († 1952)
- 11 aprile - John Fuhrer, triplista e allenatore di football americano statunitense († 1972)
- 11 aprile - Daniel Garber, pittore statunitense († 1958)
- 11 aprile - Bernardino Molinari, direttore d'orchestra italiano († 1952)
- 11 aprile - Carlo Restelli, anarchico italiano († 1933)
- 11 aprile - Julio César Tello, archeologo peruviano († 1947)
- 12 aprile - Harry Baur, attore francese († 1943)
- 12 aprile - Paul Granier de Cassagnac, politico, giornalista e militare francese († 1966)
- 12 aprile - Addie Joss, giocatore di baseball statunitense († 1911)
- 12 aprile - Daniel Marsh, politico statunitense († 1968)
- 12 aprile - Eben Byers, golfista e imprenditore statunitense († 1932)
- 13 aprile - Ludwig von Ficker, letterato e editore austriaco († 1967)
- 14 aprile - José María Sobral, militare, scienziato e esploratore argentino († 1961)
- 15 aprile - Max Wertheimer, psicologo ceco († 1943)
- 16 aprile - Guido Laj, giornalista e politico italiano († 1948)
- 16 aprile - Adolf Schulze, alpinista e ingegnere tedesco († 1971)
- 17 aprile - Silvio Bencini, pallonista italiano († 1926)
- 17 aprile - Albert Johnson, calciatore canadese († 1941)
- 17 aprile - Alan Percy, VIII duca di Northumberland, ufficiale britannico († 1930)
- 17 aprile - Leonard Woolley, archeologo britannico († 1960)
- 18 aprile - Antonio Stefano Benni, dirigente d'azienda e politico italiano († 1945)
- 18 aprile - Sam Crawford, giocatore di baseball statunitense († 1968)
- 18 aprile - Cesare Ferro Milone, pittore italiano († 1934)
- 19 aprile - Albert Hull, fisico statunitense († 1966)
- 20 aprile - Aldo Aymonino, generale italiano († 1946)
- 20 aprile - Alfred de Tarde, scrittore, economista e giornalista francese († 1925)
- 21 aprile - Giovanni Battista Imberti, imprenditore e politico italiano († 1955)
- 21 aprile - Nicola Pende, politico e medico italiano († 1970)
- 21 aprile - Tony Sarg, artista, illustratore e burattinaio statunitense († 1942)
- 22 aprile - Antonio Tacconi, politico italiano († 1962)
- 23 aprile - Tore Blom, altista e lunghista svedese († 1961)
- 23 aprile - Grace La Rue, attrice e cantante statunitense († 1956)
- 23 aprile - Alfonso Menichetti, fantino italiano († 1923)
- 23 aprile - Ermanno Menichetti, fantino italiano († 1922)
- 23 aprile - Gertrude Thanhouser, sceneggiatrice e attrice statunitense († 1951)
- 24 aprile - Gregorio Chirivás Lacambra, religioso spagnolo († 1936)
- 24 aprile - Gideon Sundbäck, ingegnere svedese († 1954)
- 25 aprile - Markus Glaser, vescovo cattolico rumeno († 1950)
- 25 aprile - Arthur Grunenberg, illustratore, pittore e grafico tedesco († 1952)
- 26 aprile - Michel Fokine, ballerino e coreografo russo († 1942)
- 27 aprile - Maria Giudice, giornalista, attivista e sindacalista italiana († 1953)
- 27 aprile - Con Leahy, altista e triplista britannico († 1921)
- 28 aprile - Francesco Ciccotti Scozzese, giornalista e politico italiano († 1937)
- 28 aprile - Giuseppe Tallarico, medico e politico italiano († 1965)
- 28 aprile - Francesco Tonolini, militare italiano († 1918)
- 29 aprile - Jonas Lie, pittore norvegese († 1940)
- 29 aprile - Ali Fethi Okyar, politico turco († 1943)
- 30 aprile - Johann Rudolf Katz, chimico, medico e docente olandese († 1938)

## Maggio(64)
- 1º maggio - Albert Lasker, pubblicitario e filantropo statunitense († 1952)
- 1º maggio - Salvatore Santeramo, presbitero italiano († 1969)
- 1º maggio - Hans Tietze, storico dell'arte austriaco († 1954)
- 1º maggio - Konrad Weiß, scrittore tedesco († 1940)
- 2 maggio - Edvige Carboni, mistica italiana († 1952)
- 2 maggio - Nicolaus Hartmann, architetto svizzero († 1956)
- 2 maggio - Bill Horr, discobolo, martellista e pesista statunitense († 1955)
- 2 maggio - Adolphe Klingelhoeffer, velocista, ostacolista e rugbista a 15 francese († 1956)
- 2 maggio - Walter Schnackenberg, grafico e illustratore tedesco († 1961)
- 4 maggio - Ulisse Baruffini, calciatore, dirigente sportivo e allenatore di calcio italiano († 1958)
- 4 maggio - Bruno Taut, architetto e urbanista tedesco († 1938)
- 5 maggio - Adrian Carton de Wiart, generale e avventuriero belga († 1963)
- 6 maggio - Paul Colas, tiratore a segno francese († 1956)
- 6 maggio - Edmund Ironside, ufficiale britannico († 1959)
- 6 maggio - Ernst Ludwig Kirchner, pittore e scultore tedesco († 1938)
- 6 maggio - William Joseph Simmons, predicatore statunitense († 1945)
- 7 maggio - Oskar Perron, matematico tedesco († 1975)
- 7 maggio - Əzim Əzimzadə, pittore azero († 1943)
- 8 maggio - Michel d'Herbigny, vescovo cattolico e gesuita francese († 1957)
- 8 maggio - Albert Champoudry, mezzofondista francese († 1933)
- 8 maggio - Luigi Ratini, pittore e illustratore italiano († 1934)
- 10 maggio - Arthur Hruska, dentista e botanico austriaco († 1971)
- 10 maggio - George Richards, calciatore inglese († 1959)
- 11 maggio - Marcel Leboutte, calciatore belga († 1976)
- 12 maggio - Lincoln Ellsworth, esploratore statunitense († 1951)
- 13 maggio - Giuseppe Marzano, prefetto e politico italiano
- 13 maggio - Giuseppe Pennisi di Santa Margherita, avvocato e politico italiano († 1965)
- 14 maggio - Elsbeth Ebertin, astrologa tedesca († 1944)
- 14 maggio - B. C. Forbes, giornalista e scrittore scozzese († 1954)
- 14 maggio - Wilhelm List, generale tedesco († 1971)
- 14 maggio - Augusto Sartori, pittore e insegnante svizzero († 1957)
- 15 maggio - Otto Dibelius, vescovo tedesco († 1967)
- 15 maggio - Antonio Rubino, disegnatore italiano († 1964)
- 15 maggio - Thomas Thorstensen, ginnasta norvegese († 1953)
- 15 maggio - Antony Wattelier, ciclista su strada e pistard francese († 1914)
- 17 maggio - Gaetano De Cicco, vescovo cattolico italiano († 1962)
- 17 maggio - Gustav Hedenvind-Eriksson, scrittore svedese († 1967)
- 17 maggio - Leslie McPherson, lunghista e ostacolista australiano († 1941)
- 17 maggio - Frank Stenton, storico britannico († 1967)
- 18 maggio - Theodor Laurezzari, canottiere tedesco
- 19 maggio - Max Clarenbach, pittore tedesco († 1952)
- 19 maggio - Pascual De Rogatis, musicista e compositore italiano († 1980)
- 19 maggio - Albert Richardson, architetto britannico († 1964)
- 19 maggio - René Viguier, botanico francese († 1931)
- 20 maggio - Pietro Pintor, generale italiano († 1940)
- 20 maggio - Louis Rauch, calciatore, allenatore di calcio e dirigente sportivo svizzero († 1952)
- 21 maggio - Tudor Arghezi, scrittore romeno († 1967)
- 21 maggio - Peter Dolfen, tiratore a segno statunitense († 1947)
- 22 maggio - Francis de Miomandre, scrittore francese († 1959)
- 22 maggio - Ernest Oppenheimer, imprenditore sudafricano († 1957)
- 23 maggio - Giacinto Tredici, arcivescovo cattolico italiano († 1964)
- 24 maggio - Pietro Maletti, generale italiano († 1940)
- 25 maggio - Jean Barré, neurologo francese († 1967)
- 25 maggio - Kenean Buel, regista statunitense († 1948)
- 25 maggio - Alf Common, calciatore inglese († 1946)
- 27 maggio - Hugh Elles, generale inglese († 1945)
- 27 maggio - Joseph Grew, diplomatico statunitense († 1965)
- 28 maggio - Carl Julius Bernhard Börner, entomologo tedesco († 1953)
- 28 maggio - Jack Curtis, attore statunitense († 1956)
- 29 maggio - Luigi Mantovani, pittore italiano († 1957)
- 29 maggio - Oswald Spengler, filosofo, storico e scrittore tedesco († 1936)
- 29 maggio - Gino Visonà, compositore e organista italiano († 1954)
- 30 maggio - Miel Mundt, calciatore olandese († 1949)
- 31 maggio - Olaf Kjems, ginnasta danese († 1952)

## Giugno(76)
- 1º giugno - Salvatore Del Bene, vescovo cattolico italiano († 1957)
- 1º giugno - Oscar Joseph Giger, calciatore svizzero
- 1º giugno - Helmut Wilberg, militare tedesco († 1941)
- 4 giugno - Émile Amann, storico delle religioni francese († 1948)
- 4 giugno - Harley Knoles, regista, sceneggiatore e produttore cinematografico britannico († 1936)
- 4 giugno - Alberto Magri, pittore e incisore italiano († 1939)
- 5 giugno - Michail Liber, politico russo († 1937)
- 6 giugno - Mauro Angioni, giurista e politico italiano († 1969)
- 6 giugno - Léon Bary, attore francese († 1954)
- 6 giugno - William Thomas Cosgrave, politico irlandese († 1965)
- 6 giugno - Fritz Mühlbrecht, illustratore e pittore tedesco
- 8 giugno - Eugenio Bonivento, pittore italiano († 1956)
- 8 giugno - Ruggero Capodaglio, attore italiano († 1946)
- 8 giugno - Gerhard Hotz, chirurgo svizzero († 1926)
- 9 giugno - Clarence G. Badger, regista, sceneggiatore e produttore cinematografico statunitense († 1964)
- 9 giugno - Yosef Yitzchok Schneersohn, filosofo, mistico e rabbino russo († 1950)
- 10 giugno - André Derain, pittore e illustratore francese († 1954)
- 10 giugno - Margit Kaffka, scrittrice ungherese († 1918)
- 10 giugno - Jesús Méndez Montoya, presbitero messicano († 1928)
- 10 giugno - Waldemar Petersen, ingegnere elettrotecnico tedesco († 1946)
- 11 giugno - Federico Anselmino, imprenditore e politico italiano († 1936)
- 11 giugno - Willem Janssen, calciatore olandese († 1976)
- 11 giugno - Jeannette Rankin, politica statunitense († 1973)
- 12 giugno - Joachim Holst-Jensen, attore norvegese († 1963)
- 12 giugno - Joseph Stadler, altista e triplista statunitense († 1950)
- 13 giugno - Otto Haesler, architetto tedesco († 1962)
- 13 giugno - Vincent Rose, cantautore italiano († 1944)
- 13 giugno - Glen White, attore statunitense
- 14 giugno - Walter von Molo, romanziere e drammaturgo austro-ungarico († 1958)
- 15 giugno - Mahlon Hamilton, attore statunitense († 1960)
- 15 giugno - Osami Nagano, ammiraglio giapponese († 1947)
- 16 giugno - Alice Bailey, esoterista, astrologa e teosofa britannica († 1949)
- 16 giugno - Amelia Chellini, attrice italiana († 1944)
- 16 giugno - Otto Eisenschiml, chimico austriaco († 1963)
- 16 giugno - Antonio Pesenti, politico e imprenditore italiano († 1967)
- 16 giugno - Kōdō Sawaki, monaco buddhista giapponese († 1965)
- 17 giugno - Attilio Conti, sindacalista e anarchico italiano († 1945)
- 17 giugno - Gaspar Lefebvre, francese († 1966)
- 17 giugno - Carl Van Vechten, scrittore e fotografo statunitense († 1964)
- 19 giugno - William Addison Dwiggins, tipografo, illustratore e designer statunitense († 1956)
- 19 giugno - Erminio Meschini, inventore italiano († 1935)
- 19 giugno - Karl Vernon, canottiere britannico († 1973)
- 20 giugno - Friedrich Gundolf, critico letterario tedesco († 1931)
- 20 giugno - Leo Hunger, ginnasta e multiplista statunitense († 1956)
- 20 giugno - Antonio Mattioni, ingegnere italiano († 1961)
- 20 giugno - William Morton, pistard britannico († 1952)
- 21 giugno - Fabio Mainoni, nuotatore italiano († 1958)
- 21 giugno - Josiah Stamp, scrittore, economista e banchiere inglese († 1941)
- 22 giugno - Johannes Drost, nuotatore olandese († 1954)
- 22 giugno - Vladas Mironas, presbitero e politico lituano († 1953)
- 22 giugno - Vincenzo Neri, neurologo italiano († 1960)
- 22 giugno - Diego Ventaja Milán, vescovo cattolico spagnolo († 1936)
- 23 giugno - Camillo Galizzi, ingegnere italiano († 1962)
- 23 giugno - Hermann von Gimborn, generale tedesco († 1953)
- 23 giugno - Alexander Young, calciatore scozzese († 1959)
- 24 giugno - Marguerite Caetani, letterata, giornalista e collezionista d'arte statunitense († 1963)
- 24 giugno - João Cândido Felisberto, militare brasiliano († 1969)
- 24 giugno - John W. Noble, regista e sceneggiatore statunitense († 1946)
- 24 giugno - Oswald Veblen, matematico statunitense († 1960)
- 24 giugno - Ralph Wilson, ginnasta statunitense († 1930)
- 25 giugno - Charles Huntziger, generale francese († 1941)
- 25 giugno - Daniel Lavielle, ginnasta francese
- 25 giugno - Attilio Perez, architetto e imprenditore italiano († 1961)
- 26 giugno - Michele La Rosa, fisico italiano († 1933)
- 26 giugno - Mitchell Lewis, attore statunitense († 1956)
- 27 giugno - Helen Keller, scrittrice, attivista e insegnante statunitense († 1968)
- 27 giugno - Charles Le Moyne, attore statunitense († 1956)
- 27 giugno - Natal'ja Sergeevna Šeremetevskaja, nobildonna russa († 1952)
- 28 giugno - Alexander Lozza, poeta e presbitero svizzero († 1953)
- 28 giugno - John Meyers, pallanuotista e nuotatore statunitense († 1975)
- 28 giugno - René Olry, generale francese († 1944)
- 29 giugno - Ludwig Beck, generale tedesco († 1944)
- 30 giugno - Rosa Bloch, politica e attivista svizzera († 1922)
- 30 giugno - Rabod von Kröcher, cavaliere tedesco († 1945)
- 30 giugno - Franz Kröwerath, canottiere tedesco († 1945)
- 30 giugno - Sherwood MacDonald, regista, sceneggiatore e produttore cinematografico statunitense († 1968)

## Luglio(60)
- 1º luglio - Joseph Ermend Bonnal, organista e compositore francese († 1944)
- 1º luglio - Carl Carlsen, lottatore danese († 1958)
- 1º luglio - Eliodoro Coccoli, pittore e decoratore italiano († 1974)
- 2 luglio - Nino Berrini, giornalista, scrittore e drammaturgo italiano († 1962)
- 2 luglio - Franz Duhne, siepista tedesco († 1945)
- 2 luglio - Herbert Haresnape, nuotatore britannico († 1962)
- 3 luglio - Lejaren à Hiller, fotografo, illustratore e produttore cinematografico statunitense († 1969)
- 3 luglio - Carl Schuricht, compositore e direttore d'orchestra tedesco († 1967)
- 4 luglio - Paul Pascal, chimico francese († 1968)
- 4 luglio - Leda Rafanelli, politica, anarchica e scrittrice italiana († 1971)
- 4 luglio - Stellan Rye, regista e sceneggiatore danese († 1914)
- 4 luglio - Vojtech Tuka, politico slovacco († 1946)
- 5 luglio - Eugenio Vittorio Ballatore di Rosana, architetto e insegnante italiano († 1948)
- 5 luglio - Jan Kubelík, violinista e compositore ceco († 1940)
- 5 luglio - Constantin Tănase, attore teatrale, drammaturgo e cabarettista rumeno († 1945)
- 6 luglio - Aldo Mazza, pittore, pubblicitario e illustratore italiano († 1964)
- 7 luglio - Luigi Chiarelli, commediografo, scrittore e giornalista italiano († 1947)
- 7 luglio - Theodor Karl Julius Herzog, botanico tedesco († 1961)
- 7 luglio - Nicola Terzaghi, filologo classico e latinista italiano († 1964)
- 8 luglio - Henri Donnedieu de Vabres, giurista francese († 1952)
- 11 luglio - Pericle Ducati, archeologo italiano († 1944)
- 11 luglio - Dorothea Köring, tennista tedesca († 1945)
- 11 luglio - Friedrich Lahrs, architetto e docente tedesco († 1964)
- 11 luglio - William Leveson-Gower, IV conte di Granville, ammiraglio britannico († 1953)
- 12 luglio - Tod Browning, regista, attore e sceneggiatore statunitense († 1962)
- 12 luglio - Federico Guglielmo di Prussia, nobile prussiano († 1925)
- 12 luglio - Umberto Martina, pittore italiano († 1945)
- 13 luglio - Alfred Schirokauer, scrittore, sceneggiatore e regista tedesco († 1934)
- 15 luglio - Eugene Charlier, ciclista su strada belga († 1963)
- 15 luglio - Alessandro Guidoni, generale e aviatore italiano († 1928)
- 15 luglio - Vladimir Maksimov, attore russo († 1937)
- 16 luglio - Maximilien Sorre, geografo francese († 1962)
- 18 luglio - Elisabetta della Trinità, monaca cristiana e mistica francese († 1906)
- 19 luglio - Andrea Cesarano, arcivescovo cattolico italiano († 1969)
- 20 luglio - Arduino Berlam, architetto e designer italiano († 1946)
- 20 luglio - Majit Gafuri, poeta, scrittore e drammaturgo sovietico († 1934)
- 20 luglio - Hermann Graf Keyserling, filosofo e naturalista estone († 1946)
- 20 luglio - Tobeen, pittore francese († 1938)
- 21 luglio - Charles Delaporte, canottiere e pistard francese († 1949)
- 21 luglio - Carlo Foà, fisiologo e patologo italiano († 1971)
- 21 luglio - Luis Riart, politico paraguaiano († 1953)
- 21 luglio - Milan Rastislav Štefánik, politico e generale slovacco († 1919)
- 22 luglio - Marija Nikolaevna Kuznecova, soprano e ballerina russa († 1966)
- 23 luglio - Emma P. Carr, chimica e insegnante statunitense († 1972)
- 23 luglio - Arthur Maude, attore, regista e sceneggiatore inglese († 1950)
- 23 luglio - Elia di Borbone-Parma, nobile († 1959)
- 24 luglio - Ernest Bloch, compositore e violinista svizzero († 1959)
- 24 luglio - Cesare Giarratano, filologo classico e latinista italiano († 1953)
- 25 luglio - François Beaugendre, ciclista su strada francese († 1936)
- 25 luglio - Louis Béchereau, ingegnere francese († 1970)
- 25 luglio - Morris Raphael Cohen, filosofo e insegnante statunitense († 1947)
- 25 luglio - Cristoforo Ferrari, militare e politico italiano († 1949)
- 25 luglio - Giuseppe Moscati, medico e fisiologo italiano († 1927)
- 26 luglio - Francesco Petronelli, arcivescovo cattolico italiano († 1947)
- 27 luglio - Giovanni Canova, schermidore italiano († 1960)
- 27 luglio - Louis Lapierre, missionario e vescovo cattolico canadese († 1952)
- 27 luglio - Louis Marc, nuotatore e pallanuotista francese († 1946)
- 28 luglio - Volodymyr Kyrylovič Vynnyčenko, politico, scrittore e drammaturgo ucraino († 1951)
- 29 luglio - Franz Ehrenhöfer, scultore austriaco († 1939)
- 31 luglio - Premchand, scrittore indiano († 1936)

## Agosto(83)
- 1º agosto - Rosalia Gwis Adami, attivista, scrittrice e traduttrice italiana († 1930)
- 1º agosto - Hans Nordvik, tiratore a segno norvegese († 1960)
- 2 agosto - Arthur Dove, pittore statunitense († 1946)
- 2 agosto - George Paynter, generale inglese († 1950)
- 4 agosto - Rodolfo Borghese, nobile, imprenditore e politico italiano († 1963)
- 4 agosto - Giovanni Costantini, arcivescovo cattolico italiano († 1956)
- 4 agosto - Werner von Fritsch, generale tedesco († 1939)
- 5 agosto - Bice Neppi, farmacologa italiana († 1968)
- 5 agosto - Sati' al-Husri, politico e scrittore siriano († 1968)
- 6 agosto - Lorenzo Amati, pallonista italiano († 1963)
- 6 agosto - Lamberto Caffarelli, compositore, filosofo e poeta italiano († 1963)
- 6 agosto - Leo Carrillo, attore statunitense († 1961)
- 6 agosto - Hans Moser, attore austriaco († 1964)
- 7 agosto - Algar Howard, genealogista, militare e araldista britannico († 1970)
- 8 agosto - Henri Aldebert, giocatore di curling e bobbista francese († 1961)
- 8 agosto - Edward Coxen, attore britannico († 1954)
- 8 agosto - Ljubov' Nikolaevna Egorova, ballerina russa († 1972)
- 8 agosto - Earle Page, politico australiano († 1961)
- 8 agosto - Fred Groves, attore inglese († 1955)
- 8 agosto - Olga Samaroff, pianista, docente e critica musicale statunitense († 1948)
- 8 agosto - Paul Schwenk, politico tedesco († 1960)
- 8 agosto - Fred Warburton, allenatore di calcio e calciatore inglese († 1948)
- 8 agosto - Domenico Zappettini, pittore e decoratore italiano († 1918)
- 9 agosto - Mario Falangola, ammiraglio italiano († 1967)
- 9 agosto - Emil Manz, scultore tedesco († 1945)
- 9 agosto - Ramón Pérez de Ayala, scrittore e giornalista spagnolo († 1962)
- 10 agosto - Italo Griselli, scultore italiano († 1958)
- 10 agosto - Ragnar Olson, cavaliere svedese († 1955)
- 10 agosto - Leon Rupnik, generale jugoslavo († 1946)
- 11 agosto - T. Roy Barnes, attore inglese († 1937)
- 12 agosto - Radclyffe Hall, scrittrice britannica († 1943)
- 12 agosto - Christy Mathewson, giocatore di baseball e allenatore di baseball statunitense († 1925)
- 13 agosto - Orazio Lazzarino, fisico e matematico italiano († 1963)
- 14 agosto - Fred Alexander, tennista statunitense († 1969)
- 14 agosto - Percy Molson, velocista, lunghista e hockeista su ghiaccio canadese († 1917)
- 15 agosto - Marie-Claire Daveluy, bibliotecaria, storica e scrittrice canadese († 1968)
- 16 agosto - Marguerite Carré, soprano francese († 1947)
- 16 agosto - Waldemar Kophamel, militare tedesco († 1934)
- 16 agosto - Rafael Masó i Valentí, architetto spagnolo († 1935)
- 17 agosto - Paul Kammerer, biologo austriaco († 1926)
- 17 agosto - Ljudevit Pivko, insegnante, patriota e ufficiale sloveno († 1937)
- 18 agosto - Tilla Durieux, attrice austriaca († 1971)
- 18 agosto - Pietro Torelli, giurista, storico e archivista italiano († 1948)
- 19 agosto - Augusta Bellingham, nobile britannica († 1947)
- 19 agosto - Ludovico Spada Veralli Potenziani, nobile e politico italiano († 1971)
- 19 agosto - Luigi Vannutelli Rey, diplomatico italiano († 1968)
- 20 agosto - Ida Dalser, italiana († 1937)
- 20 agosto - Barsanofio Pasquale Marsella, storico e presbitero italiano († 1973)
- 20 agosto - Gaspare Moretto, religioso e missionario italiano († 1924)
- 20 agosto - Ismail di Kelantan, sovrano malese († 1944)
- 21 agosto - Renato Macarini Carmignani, avvocato, scrittore e politico italiano († 1958)
- 22 agosto - Charles Arling, attore canadese († 1922)
- 22 agosto - Lorenzo Basso, ingegnere e architetto italiano († 1940)
- 22 agosto - Lajos Biró, scrittore ungherese († 1948)
- 22 agosto - George Herriman, fumettista statunitense († 1944)
- 22 agosto - Julián Palacios, dirigente sportivo spagnolo († 1947)
- 22 agosto - Hans Reinl, alpinista, ingegnere e politico austriaco († 1957)
- 22 agosto - Carlo Sigismondi, ingegnere, militare e politico italiano († 1962)
- 23 agosto - Aleksandr Grin, scrittore russo († 1932)
- 23 agosto - Lewis Ferry Moody, ingegnere meccanico statunitense († 1953)
- 23 agosto - Wyndham Standing, attore inglese († 1963)
- 24 agosto - Aliye Sultan, principessa ottomana († 1903)
- 24 agosto - Angiolo D'Andrea, pittore e illustratore italiano († 1942)
- 24 agosto - Attilio Ubertalli, dirigente sportivo italiano († 1963)
- 25 agosto - Marcel Dohis, pistard francese
- 25 agosto - Rina Giachetti, soprano italiano († 1959)
- 25 agosto - Ede Herczog, arbitro di calcio e allenatore di calcio ungherese († 1959)
- 25 agosto - Otto Ludwig Naegele, illustratore e pittore tedesco († 1952)
- 25 agosto - Edoardo Rotigliano, avvocato e politico italiano († 1963)
- 25 agosto - Robert Stolz, compositore e direttore d'orchestra austriaco († 1975)
- 26 agosto - Guillaume Apollinaire, poeta, scrittore e critico d'arte francese († 1918)
- 26 agosto - Domenico Bartolini, funzionario e politico italiano († 1960)
- 26 agosto - Philip Moeller, regista, produttore teatrale e drammaturgo statunitense († 1958)
- 27 agosto - Tommaso Casoni, medico italiano († 1933)
- 27 agosto - Luigi Scelzo, generale italiano († 1962)
- 27 agosto - Tom Wilson, attore statunitense († 1965)
- 29 agosto - Marie-Louise Meilleur, supercentenaria canadese († 1998)
- 30 agosto - Emanuele Finocchiaro Aprile, politico e ingegnere italiano († 1962)
- 30 agosto - Lionello Groff, politico italiano († 1970)
- 30 agosto - Konrad von Preysing Lichtenegg Moos, cardinale e vescovo cattolico tedesco († 1950)
- 30 agosto - Johann Schwarzer, regista, fotografo e produttore cinematografico austriaco († 1914)
- 31 agosto - Guglielmina dei Paesi Bassi, regina († 1962)
- 31 agosto - Hans Nibel, ingegnere tedesco († 1934)

## Settembre(88)
- 1º settembre - Frederick Bowhill, ufficiale inglese († 1960)
- 1º settembre - Lucio D'Ambra, scrittore e regista italiano († 1939)
- 1º settembre - Giuseppe di Gesù e Maria, presbitero spagnolo († 1936)
- 3 settembre - George Bretz, giocatore di lacrosse canadese († 1956)
- 3 settembre - Luigi Coralli, militare italiano († 1918)
- 3 settembre - Gwynne Evans, pallanuotista e nuotatore statunitense († 1965)
- 4 settembre - Pietro Dodi, partigiano italiano († 1944)
- 4 settembre - Francis Octavius Grenfell, militare inglese († 1915)
- 5 settembre - Gino Olivetti, avvocato, economista e politico italiano († 1942)
- 6 settembre - Émile Duplat, ammiraglio francese († 1945)
- 6 settembre - Luigi Menegazzoli, compositore e organista italiano († 1970)
- 6 settembre - Jean-Louis Pisuisse, cabarettista, cantautore e giornalista olandese († 1927)
- 8 settembre - Alceste Arcangeli, zoologo e biologo italiano († 1965)
- 8 settembre - Pierangelo Baratono, giornalista, scrittore e poeta italiano († 1927)
- 8 settembre - Guglielmo Carozzi, presbitero italiano († 1970)
- 8 settembre - William Ladd, medico statunitense († 1967)
- 8 settembre - Michele Levrino, operaio e antifascista italiano († 1944)
- 8 settembre - Augusto Ruspoli Ottoboni, VIII duca di Fiano, nobile italiano († 1912)
- 9 settembre - Arturo Danusso, ingegnere e politico italiano († 1968)
- 9 settembre - Manuel Borras y Ferré, vescovo cattolico spagnolo († 1936)
- 9 settembre - Bernard Groethuysen, filosofo, sociologo e storico tedesco († 1946)
- 9 settembre - Newman Samuel, tuffatore statunitense († 1944)
- 10 settembre - Georgia Douglas Johnson, poetessa, drammaturga e commediografa statunitense († 1966)
- 10 settembre - Cesare Manaresi, archivista, paleografo e diplomatista italiano († 1959)
- 11 settembre - Pietro Capizzi, arcivescovo cattolico italiano († 1961)
- 11 settembre - Salvatore Caroleo, compositore e direttore d'orchestra italiano († 1958)
- 11 settembre - Varnava, monaco cristiano, vescovo ortodosso e arcivescovo ortodosso serbo († 1937)
- 11 settembre - Maria de las Mercedes di Borbone-Spagna, principessa spagnola († 1904)
- 12 settembre - Gerald Ames, attore, regista e schermidore britannico († 1933)
- 12 settembre - Arthur Chichester, IV barone Templemore, politico e ufficiale irlandese († 1953)
- 12 settembre - Arnaldo Furlotti, compositore, organista e presbitero italiano († 1958)
- 12 settembre - Henry Louis Mencken, giornalista e saggista statunitense († 1956)
- 13 settembre - Jesse L. Lasky, produttore cinematografico statunitense († 1958)
- 13 settembre - Réginald Storms, tiratore a segno belga († 1948)
- 13 settembre - Marcel Van Crombrugge, canottiere belga († 1940)
- 14 settembre - Jean-Pierre Esteva, ammiraglio e politico francese († 1951)
- 14 settembre - Archie Hahn, velocista statunitense († 1955)
- 14 settembre - John Halliday, attore statunitense († 1947)
- 14 settembre - Earl Hurd, animatore, regista e fumettista statunitense († 1940)
- 14 settembre - Ernest Wilkins, filologo statunitense († 1966)
- 15 settembre - Chūjirō Hayashi, medico e militare giapponese († 1940)
- 15 settembre - Frank Kramer, pistard statunitense († 1958)
- 15 settembre - Traugott Konstantin Oesterreich, filosofo tedesco († 1949)
- 15 settembre - William Charles Williams, militare britannico († 1915)
- 16 settembre - Salvador Alvarado, generale e politico messicano († 1924)
- 16 settembre - Arnaldo Bambini, compositore e organista italiano († 1953)
- 16 settembre - Carl Carls, scacchista tedesco († 1958)
- 16 settembre - Berardo Cittadini, imprenditore e politico italiano († 1969)
- 16 settembre - Raoul Dautry, politico francese († 1951)
- 16 settembre - Alfred Noyes, poeta britannico († 1958)
- 17 settembre - Sverre Grøner, ginnasta norvegese († 1972)
- 17 settembre - Désiré-Emile Inghelbrecht, compositore e direttore d'orchestra francese († 1965)
- 17 settembre - Otto Mader, ingegnere aeronautico tedesco († 1944)
- 17 settembre - Jack McDonald, attore statunitense († 1941)
- 17 settembre - Max Leopold Wagner, etnologo, linguista e filologo tedesco († 1962)
- 19 settembre - Smith Child, generale e politico inglese († 1958)
- 19 settembre - Clarkson Potter, golfista statunitense († 1953)
- 19 settembre - Alberto Romita, vescovo cattolico italiano († 1939)
- 19 settembre - Zequinha de Abreu, compositore e musicista brasiliano († 1935)
- 20 settembre - Jimmy Bannister, calciatore inglese († 1953)
- 20 settembre - Ugo Cavallero, generale e politico italiano († 1943)
- 20 settembre - Emilio Chiocchetti, filosofo e francescano italiano († 1951)
- 20 settembre - Elizabeth Kenny, infermiera australiana († 1952)
- 20 settembre - Ildebrando Pizzetti, compositore, musicologo e critico musicale italiano († 1968)
- 20 settembre - Louise Preslar, serial killer statunitense († 1947)
- 20 settembre - Nazario Sauro, comandante marittimo e patriota italiano († 1916)
- 20 settembre - Voijslav Tankosić, militare e rivoluzionario serbo († 1915)
- 20 settembre - Çerçiz Topulli, patriota, scrittore e politico albanese († 1915)
- 21 settembre - Erich Kaufmann, diplomatico e giurista tedesco († 1972)
- 22 settembre - Bianca Bruno, bibliotecaria e funzionaria italiana († 1948)
- 22 settembre - Christabel Pankhurst, attivista britannica († 1958)
- 23 settembre - John Boyd Orr, politico e biologo scozzese († 1971)
- 24 settembre - Marco Galdi, latinista, poeta e filologo italiano († 1936)
- 24 settembre - Sarah Knauss, supercentenaria statunitense († 1999)
- 24 settembre - Cesare Serviatti, serial killer italiano († 1933)
- 25 settembre - Fortuna Novella, imprenditrice e filantropa italiana († 1969)
- 26 settembre - Engelbert Lagerwey, vescovo vetero-cattolico olandese († 1959)
- 27 settembre - Salvatore Ballo Guercio, vescovo cattolico italiano († 1967)
- 27 settembre - Carlos Casagemas, pittore e poeta spagnolo († 1901)
- 27 settembre - Ottorino Manni, giornalista e scrittore italiano († 1925)
- 27 settembre - Pier Ruggero Piccio, aviatore italiano († 1965)
- 27 settembre - Jacques Thibaud, violinista francese († 1953)
- 27 settembre - Wally Van, attore, regista e sceneggiatore statunitense († 1974)
- 28 settembre - Stanko Premrl, compositore sloveno († 1965)
- 28 settembre - René Ressejac-Duparc, calciatore francese († 1941)
- 29 settembre - Massimo Boario, compositore e direttore di banda italiano († 1956)
- 29 settembre - Ashley Campbell, tennista australiano († 1943)
- 29 settembre - Liberato Pinto, politico portoghese († 1949)

## Ottobre(73)
- 1º ottobre - Gustavo Giovannetti, compositore italiano († 1968)
- 1º ottobre - Homer Scott, direttore della fotografia statunitense († 1956)
- 2 ottobre - Kenneth Jewett, pugile statunitense († 1944)
- 3 ottobre - Franz Boehm, presbitero tedesco († 1945)
- 3 ottobre - Luigi Carbonari, politico italiano († 1971)
- 3 ottobre - Ganga Singh, sovrano indiano († 1943)
- 3 ottobre - Karl Ruberl, nuotatore austriaco († 1966)
- 4 ottobre - Vincenzo Bruzzese, pittore italiano († 1953)
- 4 ottobre - Gurban Pirimov, musicista azero († 1965)
- 4 ottobre - Damon Runyon, scrittore e giornalista statunitense († 1946)
- 5 ottobre - Piet de Brouwer, arciere olandese († 1953)
- 6 ottobre - Julia Culp, mezzosoprano olandese († 1970)
- 6 ottobre - Enrique Nieto, architetto spagnolo († 1954)
- 7 ottobre - Attilio Brugnoli, pianista italiano († 1937)
- 7 ottobre - Paul Hausser, generale e docente tedesco († 1972)
- 7 ottobre - Guido Mancini, politico italiano († 1975)
- 8 ottobre - Nora Bayes, attrice e cantante statunitense († 1928)
- 8 ottobre - Fritz Bleyl, artista tedesco († 1966)
- 10 ottobre - Elizabeth Christ Trump, imprenditrice tedesca († 1966)
- 11 ottobre - Maurice Bonham Carter, politico britannico († 1960)
- 11 ottobre - Antonio Minto, archeologo e etruscologo italiano († 1954)
- 11 ottobre - Georges Wybo, architetto francese († 1943)
- 12 ottobre - Marcel Gensoul, ammiraglio francese († 1973)
- 12 ottobre - Louis Hémon, scrittore francese († 1913)
- 12 ottobre - Peter B. Kyne, scrittore e sceneggiatore statunitense († 1957)
- 12 ottobre - Artemide Zatti, infermiere e missionario italiano († 1951)
- 13 ottobre - Max Götze, pistard tedesco († 1944)
- 13 ottobre - Zoltán Schenker, schermidore ungherese († 1966)
- 14 ottobre - Coit Albertson, attore statunitense († 1953)
- 14 ottobre - Vilhelm Ekelund, poeta e scrittore svedese († 1949)
- 15 ottobre - Herman Glass, ginnasta statunitense († 1961)
- 15 ottobre - Marie Stopes, paleontologa e saggista britannica († 1958)
- 16 ottobre - Clem Bevans, attore statunitense († 1963)
- 16 ottobre - Harry Rapf, produttore cinematografico statunitense († 1949)
- 16 ottobre - Ferdinando Ricca, vescovo cattolico italiano († 1947)
- 17 ottobre - Hereward Carrington, investigatore, parapsicologo e scrittore britannico († 1958)
- 17 ottobre - Gunnar Rudberg, filologo classico svedese († 1954)
- 17 ottobre - Gaston de Trannoy, cavaliere belga († 1960)
- 18 ottobre - Bob Hawkes, calciatore inglese († 1945)
- 18 ottobre - Vlastimil Tusar, politico e giornalista cecoslovacco († 1924)
- 18 ottobre - Vladimir Žabotinskij, politico russo († 1940)
- 19 ottobre - Scotty Mattraw, doppiatore statunitense († 1946)
- 19 ottobre - Sergej Trufanov, religioso russo († 1952)
- 20 ottobre - Lamberto Picasso, attore, regista e doppiatore italiano († 1962)
- 21 ottobre - Alexandru Cisar, arcivescovo cattolico rumeno († 1954)
- 21 ottobre - Viking Eggeling, pittore e regista svedese († 1925)
- 21 ottobre - Giovanni Foffani, calciatore italiano († 1937)
- 22 ottobre - Charles Buchwald, calciatore danese († 1951)
- 22 ottobre - Joe Carr, dirigente sportivo statunitense († 1939)
- 23 ottobre - Dominikus Böhm, architetto tedesco († 1955)
- 23 ottobre - Una O'Connor, attrice irlandese († 1959)
- 23 ottobre - Francis Vial, calciatore francese († 1914)
- 24 ottobre - Maria Ludovica De Angelis, religiosa italiana († 1962)
- 24 ottobre - Tom Santschi, attore e regista statunitense († 1931)
- 26 ottobre - Andrej Belyj, scrittore, poeta e filosofo russo († 1934)
- 26 ottobre - Knud Kristensen, politico danese († 1962)
- 26 ottobre - Pietro Vaccari, storico e politico italiano († 1976)
- 27 ottobre - Vere Ponsonby, IX conte di Bessborough, nobile e politico britannico († 1956)
- 28 ottobre - Wilhelm Anderson, astrofisico tedesco († 1940)
- 28 ottobre - Michele Cipolla, matematico italiano († 1947)
- 28 ottobre - Edward Evans, I barone Mountevans, ammiraglio e esploratore britannico († 1957)
- 28 ottobre - Giorgio Guglielmo di Hannover, principe tedesco († 1912)
- 28 ottobre - Frigyes Minder, allenatore di calcio e calciatore ungherese († 1968)
- 28 ottobre - Billy Wedlock, calciatore inglese († 1965)
- 29 ottobre - Abram Ioffe, fisico russo († 1960)
- 30 ottobre - Antonio Cojazzi, presbitero italiano († 1953)
- 30 ottobre - Hisanori Fujita, militare e politico giapponese († 1970)
- 30 ottobre - Charles Vissières, attore francese († 1960)
- 30 ottobre - Nils Widforss, ginnasta svedese († 1960)
- 31 ottobre - Nicola D'Antino, scultore italiano († 1966)
- 31 ottobre - Aaron Hoffman, sceneggiatore e paroliere statunitense († 1924)
- 31 ottobre - Alessandro Ravelli, compositore e musicista italiano († 1971)
- 31 ottobre - Michail Pavlovič Tomskij, sindacalista e rivoluzionario sovietico († 1936)

## Novembre(71)
- 1º novembre - Sholem Asch, scrittore, drammaturgo e saggista polacco († 1957)
- 1º novembre - Alfred Wegener, geologo, meteorologo e esploratore tedesco († 1930)
- 2 novembre - Fritz Achterberg, attore tedesco
- 2 novembre - Sigismondo Damiani, francescano e militare italiano († 1944)
- 2 novembre - John Foulds, compositore inglese († 1939)
- 2 novembre - Charles Kenyon, sceneggiatore e commediografo statunitense († 1961)
- 2 novembre - Davide Mele, imprenditore, dirigente d'azienda e politico italiano († 1947)
- 3 novembre - Raffaele Casimiri, musicologo, compositore e organista italiano († 1943)
- 4 novembre - Umberto Casilini, attore teatrale e attore cinematografico italiano († 1942)
- 4 novembre - Johan Jarlén, ginnasta svedese († 1955)
- 5 novembre - Percy Loraine, diplomatico britannico († 1961)
- 5 novembre - Richard Oswald, regista, sceneggiatore e produttore cinematografico austriaco († 1963)
- 5 novembre - Mihail Sadoveanu, scrittore rumeno († 1961)
- 6 novembre - Yoshisuke Aikawa, imprenditore e politico giapponese († 1967)
- 6 novembre - Victor-Léon-Ernest Denain, generale e aviatore francese († 1952)
- 6 novembre - Robert Musil, scrittore e drammaturgo austriaco († 1942)
- 6 novembre - George Poage, ostacolista e velocista statunitense († 1962)
- 6 novembre - William Varley, canottiere statunitense († 1968)
- 7 novembre - Claudio Guastalla, librettista italiano († 1948)
- 7 novembre - Peretz Hirschbein, scrittore, giornalista e drammaturgo polacco († 1948)
- 7 novembre - Clarence Lidington, ginnasta e multiplista statunitense († 1940)
- 7 novembre - Joe May, regista, produttore cinematografico e sceneggiatore austriaco († 1954)
- 9 novembre - Giles Gilbert Scott, architetto e designer inglese († 1960)
- 9 novembre - Rudolf Karel, compositore e direttore d'orchestra ceco († 1945)
- 9 novembre - George Strange, canottiere canadese († 1961)
- 10 novembre - Jacob Epstein, scultore e pittore statunitense († 1959)
- 10 novembre - Hugh Jones, tennista statunitense († 1960)
- 11 novembre - Fred Paul, regista, attore e sceneggiatore britannico († 1967)
- 11 novembre - Xu Shuzheng, generale cinese († 1925)
- 12 novembre - Nino Bazzetta de Vemenia, giornalista e scrittore italiano († 1951)
- 12 novembre - Enrique Olaya Herrera, politico colombiano († 1937)
- 12 novembre - Harold Rainsford Stark, ammiraglio statunitense († 1972)
- 13 novembre - Raffaello Pignatari, giornalista e politico italiano († 1920)
- 13 novembre - Vittorio Privileggi, ingegnere italiano († 1955)
- 14 novembre - Eugene O'Brien, attore statunitense († 1966)
- 15 novembre - Charles Brinley, attore statunitense († 1946)
- 15 novembre - Lucien Itsweire, ciclista su strada francese († 1922)
- 15 novembre - Wacław Makowski, politico e giurista polacco († 1942)
- 15 novembre - Hermann Remmele, politico tedesco († 1939)
- 16 novembre - Charles Haberkorn, tiratore di fune e lottatore statunitense († 1966)
- 16 novembre - Percy Smith, calciatore e allenatore di calcio inglese († 1959)
- 16 novembre - Alfredo Sabato Toaff, rabbino e biblista italiano († 1963)
- 17 novembre - Rudolf Cvetko, schermidore sloveno († 1977)
- 18 novembre - Harry Harris, pugile statunitense († 1958)
- 18 novembre - Paul Maas, filologo classico e linguista tedesco († 1964)
- 18 novembre - Juan Maglio ''Pacho'', compositore e direttore d'orchestra argentino († 1934)
- 19 novembre - Senatore Borletti, imprenditore e politico italiano († 1939)
- 19 novembre - Henry Noble MacCracken, docente statunitense († 1970)
- 19 novembre - Angelo Prunas, politico e avvocato italiano († 1943)
- 19 novembre - Léon Thiébaut, schermidore francese († 1956)
- 20 novembre - Ubaldo Formentini, storico, archeologo e politico italiano († 1958)
- 20 novembre - Arthur Weigall, egittologo, giornalista e scrittore inglese († 1934)
- 20 novembre - Fred R. Zimmerman, politico statunitense († 1954)
- 21 novembre - Enrico Bruna, canottiere italiano († 1921)
- 21 novembre - Carlo Costamagna, giurista, politologo e politico italiano († 1965)
- 21 novembre - Franz Hessel, scrittore e traduttore tedesco († 1941)
- 22 novembre - Franz Wolfgang Demont, missionario e vescovo cattolico tedesco († 1964)
- 22 novembre - Charles Forbes, ammiraglio inglese († 1960)
- 23 novembre - Frank Barnwell, ingegnere e aviatore britannico († 1938)
- 23 novembre - Henri Fescourt, regista francese († 1966)
- 23 novembre - Giuseppe Mormino, prefetto e politico italiano († 1955)
- 25 novembre - John Flynn, pastore protestante australiano († 1951)
- 25 novembre - Milutin Nehajev, scrittore, drammaturgo e pubblicista croato († 1931)
- 25 novembre - Leonard Woolf, scrittore, editore e giornalista britannico († 1969)
- 26 novembre - Édouard Chimot, editore e artista francese († 1959)
- 26 novembre - Walter Corbett, calciatore inglese († 1960)
- 26 novembre - Milziade Venditti, magistrato e politico italiano († 1955)
- 27 novembre - Rosalind Ivan, attrice e sceneggiatrice inglese († 1959)
- 27 novembre - Gian Emilio Malerba, pittore italiano († 1926)
- 28 novembre - Aleksandr Aleksandrovič Blok, poeta e drammaturgo russo († 1921)
- 30 novembre - Adam Czerniaków, politico e ingegnere polacco († 1942)

## Dicembre(85)
- 1º dicembre - Corso Bovio, avvocato e politico italiano († 1958)
- 1º dicembre - Germaine Pichot, modella e danzatrice francese († 1948)
- 1º dicembre - Carl Skottsberg, botanico e esploratore svedese († 1963)
- 1º dicembre - Griffith Taylor, geologo, antropologo e esploratore britannico († 1963)
- 1º dicembre - Iosif Trumpeldor, militare russo († 1920)
- 1º dicembre - João da Silva, scultore, medaglista e gioielliere portoghese († 1960)
- 2 dicembre - Geoffrey Lawrence, magistrato e nobile britannico († 1971)
- 3 dicembre - Fedor von Bock, generale tedesco († 1945)
- 3 dicembre - Alexander Noble Hall, calciatore scozzese († 1943)
- 3 dicembre - Percy Humphreys, calciatore e allenatore di calcio inglese († 1959)
- 3 dicembre - Wally Kinnear, canottiere britannico († 1974)
- 4 dicembre - Pedro Segura y Sáenz, cardinale e arcivescovo cattolico spagnolo († 1957)
- 4 dicembre - Thomas Sylvester Taylor, calciatore canadese († 1945)
- 4 dicembre - Garfield Wood, inventore, imprenditore e pilota motonautico statunitense († 1971)
- 5 dicembre - Giulio Fara, musicologo italiano († 1949)
- 5 dicembre - André Heuzé, regista, sceneggiatore e attore francese († 1942)
- 5 dicembre - Francesco Longo Mancini, pittore italiano († 1954)
- 5 dicembre - Luis Miró Quesada de la Guerra, politico, diplomatico e giornalista peruviano († 1976)
- 6 dicembre - Pierre Boutroux, matematico e storico della scienza francese († 1922)
- 6 dicembre - Christian Deubler, ginnasta e multiplista tedesco († 1963)
- 7 dicembre - Anacleto Gerosa, imprenditore e politico italiano
- 7 dicembre - Lawrence Henry Gipson, storico statunitense († 1971)
- 7 dicembre - Federico Lunardi, arcivescovo cattolico, etnologo e archeologo italiano († 1954)
- 7 dicembre - Mario Pellegrini, ammiraglio italiano († 1954)
- 8 dicembre - Johannes Aavik, filologo e linguista estone († 1973)
- 8 dicembre - Horst von Restorff, politico tedesco († 1953)
- 8 dicembre - Clément-Emile Roques, cardinale e arcivescovo cattolico francese († 1964)
- 8 dicembre - Antonio Trua, militare italiano († 1916)
- 8 dicembre - Édouard-Émile Violet, regista, attore e sceneggiatore francese († 1955)
- 9 dicembre - Wilhelm Krützfeld, poliziotto tedesco († 1953)
- 9 dicembre - Mikhail Mordkin, ballerino, coreografo e insegnante russo († 1944)
- 9 dicembre - Begum Rokeya, scrittrice indiana († 1932)
- 9 dicembre - George Holland Sabine, docente e politologo statunitense († 1961)
- 10 dicembre - Attilio Firpi, calciatore uruguaiano († 1962)
- 10 dicembre - Charles King, lunghista e triplista statunitense († 1958)
- 11 dicembre - Adelmo Damerini, musicologo e compositore italiano († 1976)
- 11 dicembre - James Peck, mezzofondista canadese († 1955)
- 12 dicembre - Jiří Mahen, scrittore ceco († 1939)
- 12 dicembre - Josef Pulchert, calciatore austriaco
- 12 dicembre - Friedrich Wilhelm von Lindeiner-Wildau, militare tedesco († 1963)
- 13 dicembre - Luciano Molinari, attore, cantante e imitatore italiano († 1940)
- 13 dicembre - Richard Schayer, sceneggiatore statunitense († 1956)
- 14 dicembre - Bruno Barilli, scrittore, compositore e critico musicale italiano († 1952)
- 14 dicembre - Hjalmar Mellander, multiplista, lunghista e giavellottista svedese († 1919)
- 15 dicembre - William Andelfinger, ginnasta e multiplista statunitense († 1968)
- 15 dicembre - Jim Driscoll, pugile gallese († 1925)
- 16 dicembre - Guido Gialdini, artista tedesco († 1943)
- 16 dicembre - Joseph Gotthardt, missionario e arcivescovo cattolico tedesco († 1963)
- 17 dicembre - Helge Almquist, storico svedese († 1944)
- 17 dicembre - Tor Norberg, ginnasta svedese († 1972)
- 17 dicembre - Ferruccio Zambonini, mineralogista italiano († 1932)
- 19 dicembre - Boris Nikolaevič Svetlov, regista cinematografico russo († 1943)
- 19 dicembre - Antonio Zotti, militare e marinaio italiano († 1942)
- 20 dicembre - Walter Brack, nuotatore tedesco († 1919)
- 20 dicembre - Cora Sandel, scrittrice e pittrice norvegese († 1974)
- 20 dicembre - Ugo Niutta, aviatore e ufficiale italiano († 1916)
- 21 dicembre - Aldo Cerlini, storico e paleografo italiano († 1961)
- 21 dicembre - Goyō Hashiguchi, artista giapponese († 1921)
- 22 dicembre - Brunetto Paltrinieri, ciclista su strada italiano († 1953)
- 22 dicembre - Dawid Przepiórka, scacchista e compositore di scacchi polacco († 1940)
- 22 dicembre - Ivan Vesenjak, politico jugoslavo († 1938)
- 23 dicembre - Bertram Grassby, attore inglese († 1953)
- 23 dicembre - Wallace McCutcheon Jr., attore e regista statunitense († 1928)
- 23 dicembre - Ejnar Mikkelsen, esploratore e scrittore danese († 1971)
- 24 dicembre - Vigilio Federico Dalla Zuanna, arcivescovo cattolico italiano († 1956)
- 24 dicembre - Hermann Haller, scultore svizzero († 1950)
- 24 dicembre - Waldemar Pabst, ufficiale e attivista tedesco († 1970)
- 24 dicembre - Simone Simoni, generale italiano († 1944)
- 26 dicembre - Leon De La Mothe, regista, attore e sceneggiatore statunitense († 1942)
- 26 dicembre - Elton Mayo, psicologo e sociologo australiano († 1949)
- 26 dicembre - Stefano di San Giuseppe, religioso spagnolo († 1936)
- 26 dicembre - Albert Sézary, dermatologo francese († 1956)
- 27 dicembre - Theodor Litt, filosofo e pedagogo tedesco († 1962)
- 27 dicembre - Stefan Mladenov, slavista bulgaro († 1963)
- 28 dicembre - Carlo Bonomi, scultore e pittore italiano († 1961)
- 28 dicembre - William C. Foster, direttore della fotografia statunitense († 1923)
- 29 dicembre - Ugo Napoleone Giuseppe Broggi, matematico italiano († 1965)
- 29 dicembre - Aharon Abraham Kabak, scrittore lituano († 1944)
- 29 dicembre - Carlo Rossi, generale italiano († 1967)
- 29 dicembre - Aleksandr Samojlovič, linguista russo († 1938)
- 29 dicembre - Nikolaj Nikolaevič Sapunov, pittore e scenografo russo († 1912)
- 30 dicembre - Alfred Einstein, musicologo e critico musicale tedesco († 1952)
- 30 dicembre - Dezső Földes, schermidore ungherese († 1950)
- 31 dicembre - Zenón Díaz, calciatore argentino († 1948)
- 31 dicembre - George Marshall, generale e politico statunitense († 1959)

## Senza giorno specificato(101)
- Georgij Antonov, fisico polacco († 1959)
- Eugenio Baioni, scultore e pittore italiano († 1936)
- Thomas Bentley, regista, sceneggiatore e attore inglese († 1950)
- Mario Bettinelli, pittore italiano († 1953)
- Mario Biazzi, pittore italiano († 1965)
- True Boardman, attore statunitense († 1918)
- Giorgio Bolza, commediografo, poeta e paroliere italiano († 1945)
- René Bonnet, calciatore francese
- Eleanor Caines, attrice statunitense († 1913)
- Giulio Cesare Cappa, ingegnere italiano († 1955)
- Angiolo Carrara Verdi, politico italiano
- Arrigo Cavaglieri, giurista italiano († 1935)
- Alexandros Chalkokondylīs, ginnasta greco († 1970)
- Biagio Chiara, poeta, traduttore e critico letterario italiano († 1918)
- Austin Hobart Clark, zoologo statunitense († 1954)
- Edward Alfred Cockayne, pediatra britannico († 1956)
- Guerriero Colombo, calciatore italiano
- Umberto Colombo, velocista italiano
- Adone Comboni, pittore e scultore italiano († 1959)
- James Cooley, attore statunitense († 1948)
- Augusto d'Halmar, scrittore cileno († 1950)
- Giovanni De Simon, imprenditore e dirigente d'azienda italiano († 1949)
- Antonino De Stefano, medievista italiano († 1964)
- Hamilton Deane, commediografo, scrittore e attore irlandese († 1958)
- Frank Embree, statunitense († 1899)
- Marshall Farnum, regista statunitense († 1917)
- Adolfo Ferrata, ematologo italiano († 1946)
- Rodolfo Fierro, generale e rivoluzionario messicano († 1915)
- Richie Fitzpatrick, criminale statunitense († 1904)
- Ottone Gabelli, diplomatico e scrittore italiano († 1939)
- Soava Gallone, attrice e sceneggiatrice polacca († 1957)
- Mario Gargiulo, produttore cinematografico, sceneggiatore e regista cinematografico italiano († 1932)
- Moritz Geiger, filosofo tedesco († 1937)
- Vincenzo Giglio, mafioso italiano († 1914)
- Matteo Gladig, scacchista italiano († 1915)
- Armand Godoy, poeta cubano († 1964)
- M. R. Gurusamy Mudaliar, medico indiano († 1958)
- Constantin Henriquez, rugbista a 15 haitiano († 1942)
- Georg Hoffmann, nuotatore e tuffatore tedesco († 1947)
- Paul Jacobsthal, archeologo e storico dell'arte tedesco († 1957)
- Varvara Jakovleva, religiosa e santa russa († 1918)
- Jordan Jovkov, scrittore bulgaro († 1937)
- Mohammad Khiabani, religioso e politico iraniano († 1920)
- Paolo Kind, ingegnere, saltatore con gli sci e dirigente sportivo italiano († 1952)
- Felix König, alpinista, scienziato e esploratore austriaco († 1945)
- Georges-André Lacroix, regista cinematografico francese († 1920)
- Ernst Laqueur, biochimico olandese († 1947)
- Jean Leclerq, nuotatore e pallanuotista francese
- Edgardo Longoni, giornalista e dirigente sportivo italiano († 1965)
- Odon Lottin, teologo e storico belga († 1965)
- Luciano Luciani, pianista italiano
- Michele Lupo Gentile, storico italiano († 1959)
- Francesco Malerba, pittore e decoratore italiano († 1926)
- Iōannīs Malokinīs, nuotatore greco († 1942)
- Ivy Martinek, attrice francese († 1949)
- Mario Maria Martini, scrittore italiano († 1953)
- Ermenegildo Nello Massarelli, fotografo e musicista italiano († 1951)
- Irene Miller, sceneggiatrice e giornalista britannica († 1964)
- Al Mineo, mafioso italiano († 1930)
- Ludger Mintrop, geofisico e sismologo tedesco († 1956)
- Fortunato Morestori, architetto italiano († 1916)
- Charles James Mott, baritono inglese († 1918)
- Leone Nani, missionario e fotografo italiano († 1935)
- Elsie Naumburg, ornitologa statunitense († 1953)
- Vladimir Nenarokov, scacchista russo († 1953)
- Arne Novák, scrittore ceco († 1939)
- Tal Ordell, attore, scrittore e regista australiano († 1948)
- Paolo Orsi Mangelli, imprenditore italiano († 1977)
- Evgenij Pachomov, numismatico e archeologo sovietico († 1965)
- Loris Pasquali, pittore italiano († 1936)
- Renzo Picasso, architetto, ingegnere e urbanista italiano († 1975)
- Jack Picken, calciatore scozzese († 1952)
- Jack Prescott, attore e regista statunitense († 1959)
- Isidre Pòlit i Boixareu, astronomo spagnolo († 1958)
- Antonio Garibaldo Quattrini, storico e scrittore italiano († 1936)
- Orestes Quintana, canottiere spagnolo († 1909)
- Renuccio Renucci, pittore italiano († 1947)
- Blair Niles, scrittrice statunitense († 1959)
- Pierre Roy, pittore francese († 1950)
- Michał Pius Römer, avvocato, scienziato e politico lituano († 1945)
- Siti binti Saad, cantante tanzaniana († 1950)
- David Solomon Sassoon, antiquario e filantropo britannico († 1942)
- Augusto Scampini, tenore italiano († 1939)
- Julija Nikolaevna Sedova, ballerina russa († 1969)
- Abd al-Rahman Shahbandar, politico siriano († 1940)
- Tringe Smajli, patriota albanese († 1917)
- Bruce Smith, attore statunitense († 1942)
- Eduard Stettler, giurista e esperantista svizzero († 1940)
- Alfred Walter Stewart, chimico e scrittore britannico († 1947)
- Jan Štursa, scultore ceco († 1925)
- Nicola Tabassi, politico italiano († 1956)
- Carlo Costantino Tagliabue, pittore italiano († 1960)
- Edoardo Tani, pittore e museologo italiano († 1948)
- Ioannis Theotokis, politico greco († 1961)
- Attilio Vallecchi, tipografo e editore italiano († 1946)
- Ferruccio Varagnolo, liutaio italiano († 1916)
- José Villalba Rubio, militare spagnolo († 1960)
- Nicolaas van Wijk, scrittore olandese († 1941)
- Mabel Wright, attrice teatrale statunitense († 1972)
- Luigi Zumkeller, architetto italiano († 1951)
- Abdullah bin Jassim al-Thani, sovrano qatariota († 1957)